# Adalbert Krueger
Karl Nikolaus Adalbert Krueger (9 de diciembre de 1832 - Kiel, 21 de abril de 1896) fue un astrónomo alemán.

## Biografía
Krueger trabajó en la Universidad de Bonn como asistente de Friedrich Argelander y participó en la elaboración del monumental catálogo estelar conocido como Bonner Durchmusterung (Medición de Bonn, abreviado BD). Allí trabajó también en el descubrimiento y tabulado de estrellas variables y la determinación de su paralaje estelar. Pasó luego a ser profesor de Astronomía, donde tuvo como alumno a su futuro yerno, Heinrich Kreutz. Dirigió el observatorio de Helsingfor entre 1869 y 1876 y luego pasó al observatorio de Gotha. En este período (hasta 1880) relevó la zona entre 55.º y 65º para el catálogo del Astronomische Geselschaft, que fue la primera zona finalizada de la serie completa. En 1882 fue designado profesor de Astronomía y director del Observatorio de la Universidad de Kiel. Asimismo fue allí el editor de Astronomischen Nachrichten (Notas astronómicas), una de las revistas científicas más destacadas de la especialidad.
Otros logros fueron la determinación de las estrellas del cluster h Persei (octubre de 1860–marzo de 1862), la detección del movimiento propio de la estrella Groombridge 34 y numerosos cómputos y observaciones de planetas y cometas.